# Urgleptes chamaeropsis
Urgleptes chamaeropsis là một loài bọ cánh cứng trong họ Cerambycidae.